# Talla Tonga
Tautuiaki Taula Koloamatangi (Kissimmee, Florida; 7 de febrero de 1991) es un luchador profesional estadounidense, quien trabaja actualmente en la empresa WWE para la marca SmackDown bajo el nombre de Talla Tonga.
Dentro de sus logros destaca haber sido una vez Campeón de Peso Abierto STRONG de la NJPW.

## Primeros años
Koloamatangi y su hermano mayor Alipate fueron adoptados por su tía materna, Dorothy Koloamatangi, y su esposo Tonga Fifita, quien los trajo a los Estados Unidos. Se crio en Kissimmee, Florida, y asistió a Osceola High School. Asistió a la Universidad Internacional Webber de Florida, con especialización en gestión deportiva y jugando baloncesto como centro de los Webber International Warriors. Fue nombrado el jugador más valioso de baloncesto masculino del equipo universitario juvenil de Webber International University en el período 2009-2010.

## Carrera

### New Japan Pro-Wrestling (2016-2024)
Koloamatangi fue entrenado para luchar por Bully Ray y Devon en la Team 3D Academy en Florida. En 2016, viajó a Japón, donde se convirtió en estudiante en el dojo New Japan Pro-Wrestling (NJPW). Koloamatangi, bajo el nombre de ring Hikule'o (una referencia al dios tongano), hizo su debut en la lucha libre profesional el 12 de noviembre de 2016 en Auckland, Nueva Zelanda, en el pay-per-view On the Mat Internet de NJPW, perdiendo ante Henare.
Koloamatangi continuó su entrenamiento a lo largo de 2017, sirviendo como un "young lion". Se reincorporó a la lista activa de NJPW en septiembre de 2017, participando en la gira Destruction bajo el nombre de ring "Leo Tonga". Se unió al stable heel Bullet Club junto a sus hermanos Tama Tonga y Tanga Loa y su primo Bad Luck Fale, sustituyendo al lesionado Kenny Omega. El 4 de enero de 2018, Koloamatangi apareció en Wrestle Kingdom 12, participando en un New Japan Rumble. En The New Beginning in Sapporo a finales de ese mes, Koloamatangi cambió su nombre a "Hikuleo". En marzo de 2018, Hikuleo sufrió una lesión en el ligamento cruzado anterior.
Después de recuperarse y pasar seis meses entrenando en el NJPW Dojo en Los Ángeles, Hikuleo regresó a Honor Rising: Japan en febrero de 2019, acompañando a sus hermanos al ring. Hikuleo compitió en la New Japan Cup 2019 por primera vez en su carrera, en la que fue eliminado en la primera ronda por Mikey Nicholls. Después de eso, Hikuleo debutó en la empresa europea Revolution Pro Wrestling por su excursión para ganar más experiencia y entrenamiento, perdiendo ante Dan Magee en su primer combate el 29 de junio. Hikuleo estuvo ausente de NJPW durante un año desde septiembre de 2019; regresó en septiembre de 2020, derrotando a Brody King.

### All Elite Wrestling (2021)
En la segunda noche del Fyter Fest, se anunció que Hikuleo se enfrentaría al Campeón Peso Pesado de los Estados Unidos de IWGP Lance Archer, por el título de Archer. Eventualmente perdería el combate en Fight for the Fallen.

### WWE (2024-presente)
En julio de 2024, Hikuleo firmó con la WWE y comenzó a entrenar en el Perfomance Center.  Casi un año después, tuvo su primer combate antes del episodio del 13 de junio de 2025 de WWE Smackdown, derrotando a Kit Wilson en un dark match. Debutaría en Night of Champions 2025, asistiendo a Solo Sikoa y ayudándolo a derrotar a Jacob Fatu por el Campeonato de los Estados Unidos de la WWE, uniéndose a The Bloodline. Posteriormente adoptó el nombre de Talla Tonga.

## Vida personal
Es luchador profesional de segunda generación, Koloamatangi es sobrino e hijo adoptivo del luchador profesional Tonga Fifita y su esposa Dorothy Koloamatangi. Tiene un medio hermano, Alipate, y es primo y hermano adoptivo de Tevita y Vika. También es el primo adoptivo de Simi Taitoko Fale.

## Campeonatos y logros
- New Japan Pro-Wrestling
  - IWGP Tag Team Championship (1 vez) - con El Phantasmo
  - NJPW Strong Openweight Championship (1 vez)
  - NJPW STRONG Openweight Tag Team Championship (1 vez) - con El Phantasmo